# Stolpe auf Usedom
Stolpe auf Usedom ist eine Gemeinde in der Nähe der Stadt Usedom auf der gleichnamigen Insel direkt am Ufer des Stettiner Haffs gelegen. Die Gemeinde wird vom Amt Usedom-Süd mit Sitz in der Stadt Usedom verwaltet. Bis 2005 gehörte die Gemeinde zum Amt Ahlbeck bis Stettiner Haff.

## Geografie und Verkehr
Stolpe auf Usedom liegt am Nordufer des Stettiner Haffes südlich der Bundesstraße 110 (B 110) mitten im Naturpark Insel Usedom. Die Gemeinde besitzt einen kleinen Hafen am Haff. Rund fünf Kilometer westlich der Gemeinde liegt die Stadt Usedom sowie 15 Kilometer nördlich die Gemeinde Heringsdorf.
Bis 1945 besaß der Ort einen Bahnhof an der Strecke Ducherow–Heringsdorf.

## Gemeindestruktur
Ortsteile
- Gummlin
- Stolpe

Wüstungen und Wohnplätze
- Diki (Wüstung)
- Kiebitzkrug (Wohnplatz)

Von 1945 bis 1952 bildete die Gemeinde, mit dem nach dem Zweiten Weltkrieg bei Deutschland verbliebenen Teil des Landkreises Usedom-Wollin den Landkreis Usedom im Land Mecklenburg. Dieser ging im Jahr 1952 im Kreis Wolgast im Bezirk Rostock auf.
Die Gemeinde gehört seit dem Jahr 1990 zum Land Mecklenburg-Vorpommern. Seit dem Jahr 1994 gehörte Stolpe zum Landkreis Ostvorpommern, der 2011 im Landkreis Vorpommern-Greifswald aufging.

## Geschichte

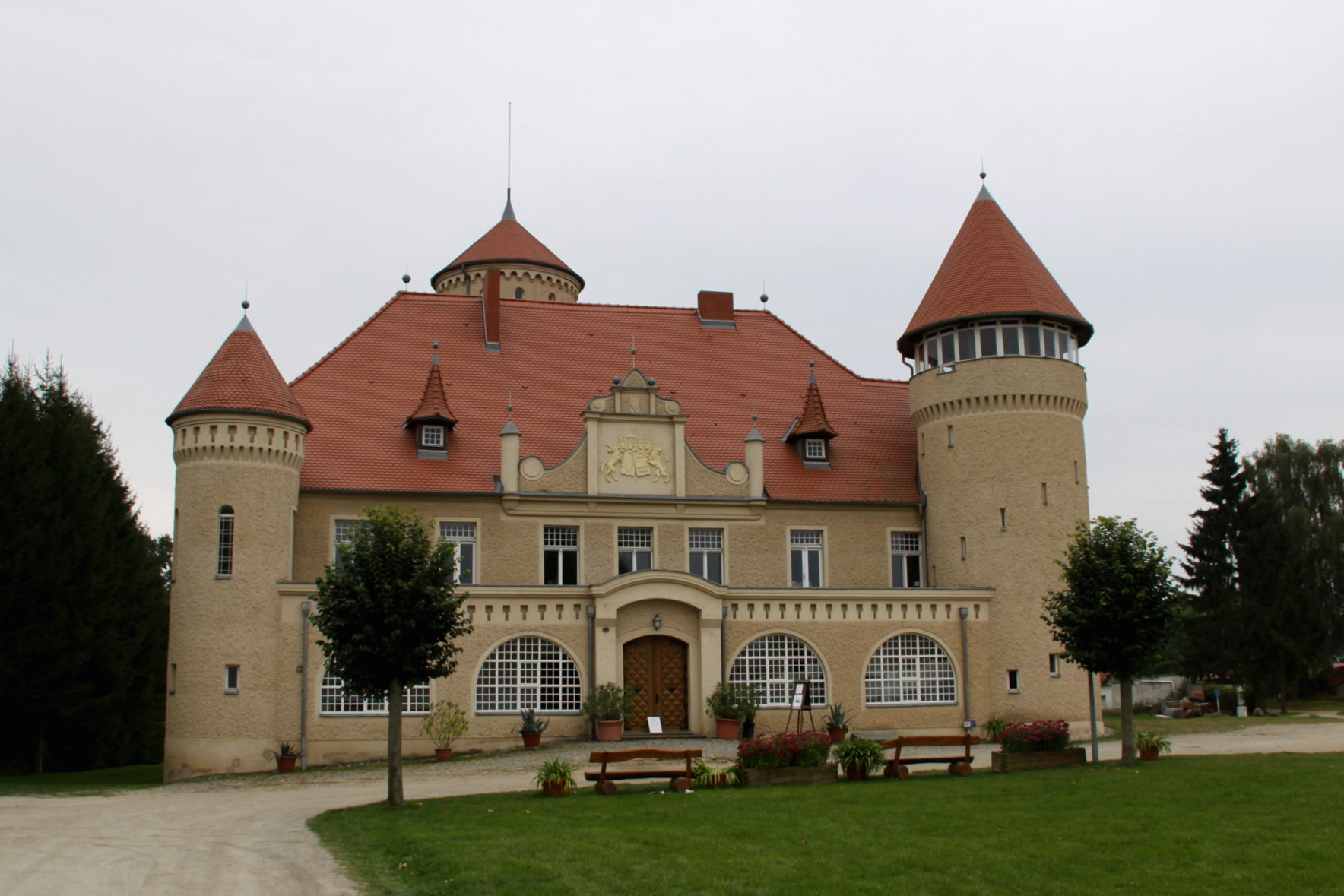
Schloss Stolpe

### Stolpe
Die Gegend von Stolpe auf Usedom wurde schon früh besiedelt, davon zeugen viele früh- und urgeschichtliche Funde.
2,5 km nördlich von Stolpe befindet sich südlich der B 110 eine slawische Burganlage, eine Niederungsburg. Auf dem Satellitenbild erkennt man noch die Zweigliedrigkeit der Anlage. Die sichtbaren Überreste sind das einstige Grabensystem der Burg. Es bestand hier eine ovale, fast viereckige Hauptburg, die von einer südlichen Vorburg bogenartig umgeben war. Die Nord-Süd-Ausdehnung des gesamten Burgkomplexes beträgt ca. 120 m mit Grabenanlage. Solche Burgen waren in der mittel- und jungslawischen Zeit typisch in der Region und waren Wohnorte lokaler slawischer Adliger mit Hofstaat (Handwerker, Bewacher, Kaufleute usw.). Sicher dienten solche Burgen auch in Kriegszeiten der Bevölkerung als Zuflucht.
In geringer Entfernung von diesem Burgwall befindet sich eine frühdeutsche Turmhügelburg (ab 1230), die wohl für den Lokator während der deutschen Ostexpansion errichtet wurde. Eine weitere dieser Turmhügelburgen befindet sich nahe am Ort, im späteren Gutspark. Dorthin wurde sicher der Sitz des Lokators verlegt, weil die örtlichen Gegebenheiten dort besser waren für die Anlage eines Herrschaftssitzes.
Stolpe wurde erstmals 1218 urkundlich als „Stolp“ genannt. In der Urkunde erlaubt Herzog Bogislaw II. den Kauf von Ackerflächen durch das Kloster Grobe. Urkundenzeuge war ein Thomas, Priester in Stolpe. Der Ortsname leitet sich vom altslawischen Wort stlŭpŭ für Säule oder „Fischständer im Fluss“ ab, einer Vorrichtung zum Fischfang.
In den 1330er Jahren veräußerte Martin von Winterfeld auf Kagenow und der Plötzenburg (Plötz bei Jarmen) einen Teil seines Besitzes auf Usedom, darunter Ländereien bei Stolpe und Dargen und vermachte den Erlös als Stiftung dem Kloster Pudagla.
Von 1251 bis 1754 war die Familie von Schwerin mit einer selbstständigen Seitenlinie Besitzer des Gutes; danach dann die Familien Gregorius Friedrich von Schmalensee (bis 1783), von Lepel (bis 1794), Krauthoff (bis 1835), Vogel (bis 1865) und Bernhard Graf von Schwerin und Erben (1895 bis 1945). Schloss Stolpe von 1590 aus der Renaissance wurde barock und um 1895 historisierend umgebaut.
Das Dorf ist ein Angerdorf mit Dorfteich, Kirchhof und Kirche. Südlich des Angers befand sich das dominierende Gut mit Schloss und nordöstlich der Kirche das Dorf mit den Landarbeiter- und Handwerkerkaten. Südöstlich des Gutes befand sich ein großer Schlosspark, der heute wesentlich kleiner und stark verwildert ist.
1648, nach dem Westfälischen Frieden wurde Stolpe auf Usedom wie ganz Vorpommern schwedisch, nach dem Frieden von Stockholm vom 1. Februar 1720 preußischer Besitz. Nach der Verwaltungsreform 1815 kam Stolpe zur preußischen Provinz Pommern und gehörte von 1818 bis 1945 zum Landkreis Usedom-Wollin.
Von 1835 bis 1880 hatte sich das Dorf schon wesentlich erweitert, besonders um den Anger, es entstanden zwei Windmühlen am Ort und eine Ziegelei am Achterwasser. Diese Gewerbeanlagen verschwanden um 1920.
1880 erhielt die Ortschaft 1,5 km nördlich einen Eisenbahnanschluss mit Haltepunkt an der Strecke Ducherow-Swinemünde.
Gegenüber der Kirche im Schlosspark wurde eine gesonderte Grabanlage der Familie von Schwerin angelegt, die heute noch vorhanden ist.
Am Ende des Zweiten Weltkrieges wurden Schloss, Gut und Kirche geplündert.
Mit der Bodenreform von 1945 wurde das Gut aufgesiedelt und an Neubauern vergeben, besonders an Flüchtlinge und Vertriebene aus Hinterpommern und Ostpreußen. Diese wohnten auch zuerst im Schloss und den anliegenden Gutsbauten, später entstanden dann die Neubauernhöfe, die den Ort weiter vergrößerten. Im Schloss wurden später die Verwaltung der örtlichen MTS und die Gemeindeeinrichtungen untergebracht.
Die 1945 enteignete letzte adlige Besitzerin des Gutes, Freda Gräfin von Schwerin, verstarb 1957 in Lüneburg. Die Umstände ihrer Beisetzung in Stolpe wurden 1977 literarisch von Wolfgang Kohlhaase aufgearbeitet und 1992 als Begräbnis einer Gräfin von Heiner Carow verfilmt.
Neben dem Schloss hat sich der relativ große Marstall erhalten, die anderen Gutsbauten sind nicht so attraktiv. Der Ort hat sich besonders durch das inzwischen umfangreich restaurierte Schloss zu einem Touristenmagneten entwickelt. Sonst ist die Gegend eher von der Landwirtschaft dominiert.

### Gummlin
Gummlin wurde 1282 als „Chummelyn“ erstmals urkundlich genannt. Der Ort wurde sehr oft urkundlich und chronikalisch genannt. Der Name der slawischen Gründung wird als „Grabhügel“ aber auch als „Dreschplatz, Tenne“ gedeutet.
Gummlin ist ein Straßendorf von der Form her, ein Bauern- und Fischerdorf von der Funktion her. Es liegt direkt am Haff. In der Feldmark lagen einige Siedlungen verteilt, darunter der damals bekannte und zu Gummlin gehörende „Kiebitz-Krug“.
Am 1. Juli 1950 wurde Gummlin eingemeindet.

### Diki (Wüstung)
Diki wurde 1317 erstmals als solches urkundlich genannt. Danach gab es keine Erwähnungen mehr, der Ort fiel wüst. Der Name wird als slawische Gründung mit „wild“ gedeutet. Es lag in der Nähe von Gummlin.

### Kiebitzkrug (Wohnplatz)
Kiebitzkrug wurde 1575 erstmals als „Kivitzkrugk“ urkundlich genannt. Der Name ist selbst erklärend – Kiebitz = der Vogel, Krug = die Gaststätte. Bis 1906 existieren mehrere Schreibweisen. Der Ort liegt an der Straße zwischen Stolpe und Gummlin. Es wurde in alter Zeit als Bauernkate beschrieben, dessen Besitzer weder von der Landwirtschaft noch von der Krügerei leben konnte, also beides als Nebenerwerb. In den Karten von 1835 (PUM) bis 1920 (MTB) ist das Anwesen immer als eigenständiger Ort angegeben. Es ist noch heute ein abgesonderter Wohnplatz mit einer kompakten Bauernwirtschaft. Der Wohnplatz gehört zu Stolpe, gilt aber laut Satzung nicht als Ortsteil.

## Politik

### Bürgermeister
Bei den Kommunalwahlen in Mecklenburg-Vorpommern 2019 wurde Falko Beitz (SPD) mit 77,1 % zum ehrenamtlichen Bürgermeister der Gemeinde Stolpe auf Usedom gewählt.

### Gemeindevertretung
| Partei/ Wählergruppe                   | Kommunalwahl 2014 | Kommunalwahl 2019 |
| -------------------------------------- | ----------------- | ----------------- |
| Wählergemeinschaft (WG) Stolpe/Gummlin | 6                 | 4                 |
| Einzelbewerber Büstrin                 | n.k.              | 1                 |
| Einzelbewerber Wiedemann               | n.k.              | 1                 |

### Wappen, Flagge, Dienstsiegel
Die Gemeinde verfügt über kein amtlich genehmigtes Hoheitszeichen, weder Wappen noch Flagge. Als Dienstsiegel wird das kleine Landessiegel mit dem Wappenbild des Landesteils Vorpommern geführt. Es zeigt einen aufgerichteten Greifen mit aufgeworfenem Schweif und der Umschrift „GEMEINDE STOLPE AUF USEDOM * LANDKREIS VORPOMMERN-GREIFSWALD“.

## Sehenswürdigkeiten
→ Siehe auch Liste der Baudenkmale in Stolpe auf Usedom
- Neugotische Dorfkirche von 1871
- Schloss Stolpe aus der Hochrenaissance vom 16./17. Jahrhundert
- Turmhügel Stolpe

## Persönlichkeiten

### In Stolpe geborene Persönlichkeiten
- Erdmann Friedrich von Schwerin (1704–1753), Landrat

- Carl Magnus von Schwerin (1715–1775), preußischer General

### Weitere mit Stolpe verbundene Persönlichkeiten
- Sabine Curio (* 1950), Malerin und Grafikerin, lebt seit 1977 in Stolpe